# Сині камені (Болгарія)
«Сині камені» (болг. Сините камъни) — національний парк, розташований на північ від болгарського міста Сливен.

## Розташування
Парк розташований на південно-східних схилах гір Стара-Планина і з усіх сторін, окрім південної, обрамлений лісовими масивами. Південніше розташований районний центр Сливен.

## Статус
Парк «Сині камені» був заснований 28 листопада 1980 року з метою захисту унікальних екосистем регіону та розвитку екотуризму. Початкова площа парку становила 6107,8 га. Надалі його територія двічі розширювалася (у 1982 і 2002 роках) і на даний час становить 11 380,3 га.